# Max Abramovitz

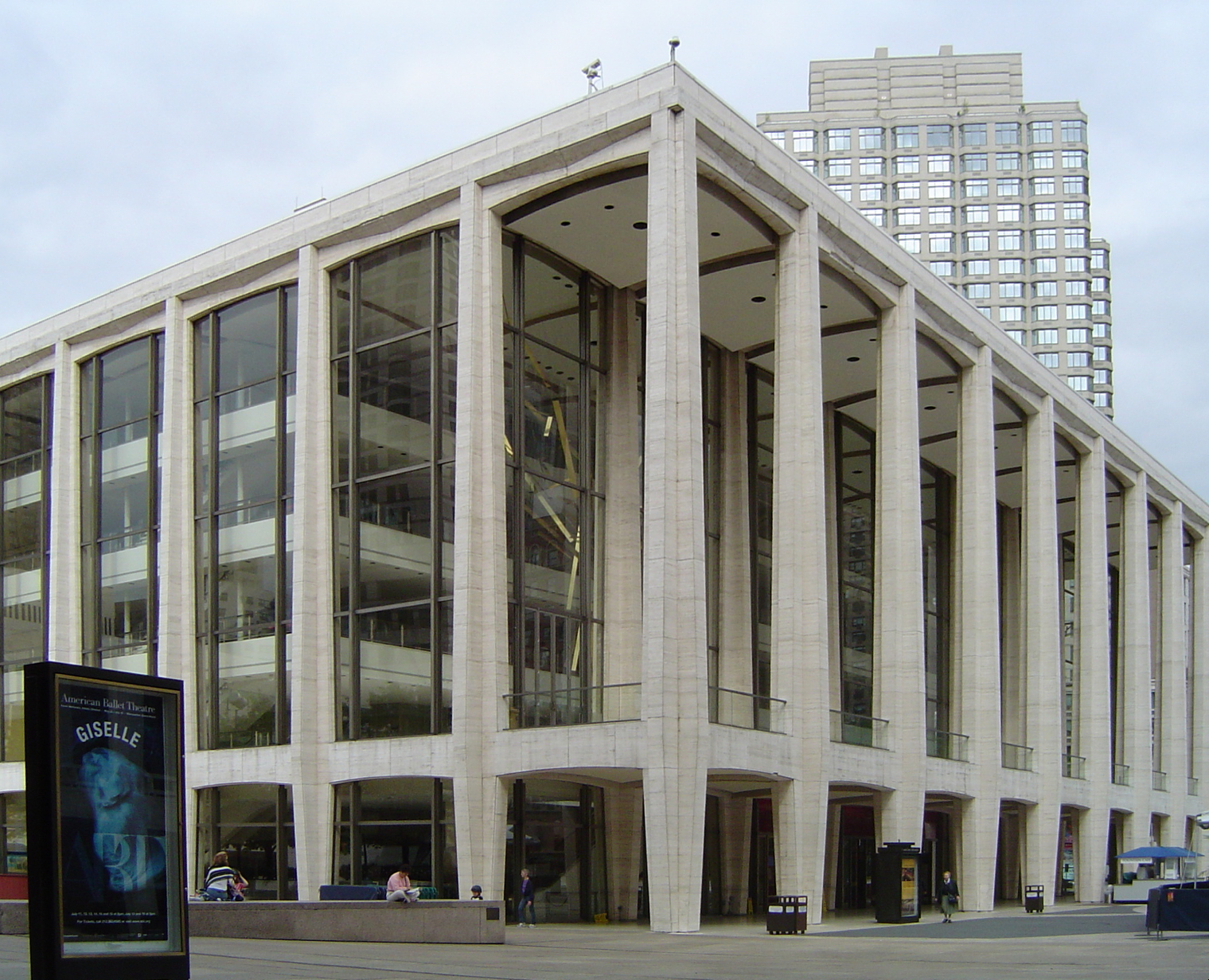
El Avery Fisher Hall en el Lincoln Center, en Nueva York.

Max Abramovitz (Chicago, 23 de mayo de 1908-Pound Ridge, Nueva York, 12 de septiembre de 2004) fue un arquitecto estadounidense.

## Biografía
Estudió en las universidades de Columbia e Illinois y en la Escuela de Bellas Artes de París. En 1985 se incorporó a la firma de arquitectos Kingsland and Schiff.
En 1941, se unió a Wallace Harrison para formar la firma de Harrison & Abramowitz, que planificó los edificios de la ONU a partir del anteproyecto de Le Corbusier.

## Obras
A continuación se indican algunos de sus trabajos más importantes:
- El Avery Fisher Hall en el Lincoln Center, en Nueva York
- Philarmonic Hall del Lincoln Center en 1962.
- Templo Beth Zion en Búfalo, 1967.
- Swiss Bank Tower de Nueva York, erigida en 1989 en la que trabajó como colaborador.